# ストゥーカ・ジュニア
ストゥーカ・ジュニア（Stuka Jr.、1979年7月17日 - ）は、メキシコの覆面レスラー。ドゥランゴ州ゴメスパラシオ出身。
兄であるストゥーカもプロレスラーである。同CMLLで活躍するミニ・エストレージャのストゥキートとは血縁関係はない。

## 来歴
2002年2月27日、プロレスデビュー戦を行う。
その後、エル・サタニコの下で指導を受け、2006年4月30日にCMLLでデビューを果たす。
2008年6月、フラッシュ（現：フエゴ）とのタッグでCMLL認定アレナコリセオタッグ王座を巡るトーナメントに出場。決勝戦で、ロス・インフェルナレスのエウフォリア & ノスフェラトゥ組と対戦し、勝利。同王座に戴冠。
2010年1月6日、マスカラ・ドラダ、メトロとのトリオで、空位となったメキシコナショナルトリオ王座に戴冠し、二冠王に輝く。2011年1月9日、アンヘル・デ・オロ & ディアマンテ & ルーシュ組に敗れ、ナショナルトリオ王座から陥落する。
2013年3月3日、セミファイナルにフエゴとのタッグで、ラ・フィエブレ・アマリージャのOKUMURA & ナマハゲ組と対戦。この試合に敗退し、長期に渡り、保持してきたアレナコリセオタッグ王座から陥落する。15日、「オメナヘ・ア・ドス・レジェンダス」のメインイベントにレイ・コメタと組んで、OKUMURA & ナマハゲ組とマスカラ&カベジェラ vs マスカラ&カベジェラ形式のタッグマッチで対戦。一本目はコメタがピンフォール負けを喫したが、その後は立て続けに勝利を収め、OKUMURAを丸坊主に、ナマハゲのマスクを剥ぐことに成功した。
2014年1月、新日本プロレスが主催する「CMLL FANTASTICA MANIA 2014」に出場。同団体に初参戦を果たした。

## 得意技
DDT
相手の左腕をハンマーロックで捕らえてから、放つ型を使用する。
エル・トルペド（トルペド・スプラッシュ）
場外に背を向けた状態でコーナーポスト上で直立し、後方へジャンプしながら、相手に身体を浴びせていくプランチャ・スイシーダ。
このほかトペ・スイシーダなど飛び技は、気を付けの姿勢で頭から突っ込んで飛ぶのが特徴となっている。

## 獲得タイトル
- CMLL認定アレナコリセオタッグ王座（w / フエゴ）
- メキシコナショナルトリオ王座（第29代, w / マスカラ・ドラダ & メトロ）